# Бозек, Карл-Хайнц
Карл-Хайнц Бозек (нем. Karl-Heinz Boseck, 1915 — ?) — немецкий математик, унтерштурмфюрер СС, сотрудник Аненербе.

## Биография
О жизнедеятельности Бозека известно крайне мало. Как дипломированный математик был ассистентом семинара, затем заведующим отделом в Математическом институте в Берлине, также занимался исследованиями по линии Немецкого исследовательского общества. Очевидцы описывали его как «маленького Робеспьера» —- властолюбивого и высокомерного.
С 1939 года работал в отделе III C РСХА осведомителем, отвечал за Берлинский университет, работал в Институте военных исследований в Готтове.
В октябре 1944 года возглавил отдел «М» Института научных исследований целевого военного значения Аненербе, для обеспечения работы которого были отобраны заключённые концентрационного лагеря Заксенхаузен. Занимался разработками т. н. оружия дальнего действия (Fernwaffen). Неоднократно предлагал перенести место исследований вглубь Германии (Йена, Гёттинген, Флоссенбюрг) или в Хостишау (оккупированная Моравия). Предполагалось, что отдел покинет Заксенхаузен в середине февраля 1945 года, однако 4 апреля Бозек и его подчинённые всё ещё оставались в лагере, продолжая активную деятельность.
Находился в Заксенхаузене до самого его освобождения советскими войсками (22 апреля 1945 г.). Дальнейшая судьба неизвестна.